# خانه عروسک (نمایش تلویزیونی)
خانهٔ عروسک نام یک مجموعهٔ تلویزیونی ایرانی به کارگردانی «منیژه محامدی» است که در سال ۱۳۷۴ تولید و از  شبکه ۲ پخش گردید.

## خلاصه داستان
«نورا» برای تأمین مخارج درمان همسرش «هلمر»، از یکی از کارمندان زیردستِ او در بانک، به نام «کروگستاد» مقداری پول قرض می‌گیرد و در مقابل، سفته‌ای با امضای جعلی به او می‌دهد. پس از مدتی «هلمر» بهبود می‌یابد، ولی «نورا» برای بازپرداخت بدهی اش به زمان نیاز دارد. در این حین، «هلمر» تصمیم می‌گیرد «کروگستاد» را اخراج کند و او با تهدید از «نورا» می‌خواهد که شوهرش را این کار منصرف کند. «هلمر» که حقوقدانی باوجدان و درستکار است، زمانی که در جریانِ ماجرا قرار می‌گیرد، رفتار زننده‌ای با همسرش «نورا» می‌کند و در انتها، «نورا» که از شخصیت خودخواه شوهرش دلشکسته و سرخورده است، خانه و زندگی را ترک می‌کند.

## بازیگران و عوامل تولید

### بازیگران
- گلچهره سجادیه
- پرویز پورحسینی
- داریوش مؤدبیان
- مهوش افشارپناه
- ملیحه نظری
- احمد آقالو
- شیرین زندی
- آرشام مودبیان
- کاوه آذرهوش
- آیناز آذرهوش

### عوامل تولید
- کارگردان هنری: منیژه محامدی
- کارگردان تلویزیونی: ناصر شوندی
- نویسنده: هنریک ایبسن
- پرداخت برای تلویزیون: منیژه محامدی
- تصویربرداران: رافیک آرزومانیان، احمد فرهادی، سهیل محسنی
- موسیقی: انتخابی
- تهیه‌کننده: جواد ظهیری
- فرمت تصویر: ویدئویی
- مدت زمان: ۲۰۰ دقیقه
- تعداد قسمت‌ها: ۴ قسمت
- محصول: گروه فیلم و سریال و تئاتر شبکه ۲
- تعداد قسمت‌ها: ۴ قسمت